# Eduard Afrikaner
Eduard Afrikaner (* 1948 in Südwestafrika; † 18. Juni 2021 in Windhoek) war ein traditioneller Führer in Namibia. Afrikaner stand als Kaptein den Orlam-Afrikanern, einem Clan der Nama, bis zu seinem Tod vor. Afrikaner hatte bereits seit 2013 das Amt kommissarisch übernommen, nachdem seine Vorgängerin Hendrina Afrikaner bereits 2011 verstorben war.
Bei der Kapteinswahl am 22. Juli 2016 auf Farm Koherab westlich von Gibeon setzte sich Eduard Afrikaner mit 178 zu 143 Stimmen gegen den Sohn von Hendrina Afrikaner, Frank Afrikaner, durch. Er war seit dem 7. April 2017 als Kaptein anerkannt.